# Стрнад, Станислав
Ста́нислав Стрнад (чеш. Stanislav Strnad; 17 декабря 1930, Прага, Чехословакия, ныне Чехия — 5 апреля 2012, там же) — чешский кинорежиссёр и сценарист.

## Биография
В 1954 году становится штатным сотрудником чехословацкого телевидения, на котором снял ряд документальных фильмов («Встречи в Южной Чехии», «Моравские встречи» и др.), фильмы-балеты, эстрадные концерты, комедии. Вёл программу «Гадай, гадай, гадальщик», на основе которой в СССР впоследствии выходила развлекательная программа «Вечер весёлых вопросов», ставшая предшественником КВН. В 1956 году оканчивает ВГИК. Был вторым режиссёром в советско-чехословацких картинах «Майские звёзды» Ростоцкого и «Потерянная фотография» Кулиджанова. С 1962 года в штате киностудии «Баррандов».

## Избранная фильмография

### Режиссёр
- 1962 — Замок для Барборки /
- 1975 — У моего брата отличный братишка / Muj brácha má prima bráchu
- 1976 — Пора любви и надежд / Cas lásky a nadeje (по роману Антонина Запотоцкого «Рассвет»)
- 1977 — Торопись, пока он не убежал / Bez, at ti neutece
- 1978 — Серебряная пила / Stríbrná pila (сериал)
- 1980 — Братишка что надо / Brácha za vsechny penize (в советском прокате «Кто украл Мартинку?»)
- 1980 —  / Poprask na silnici E 4
- 1981 — Парни из бронзы / Kluci z bronzu
- 1982 — Мечты о Замбези / Sny o Zambezi
- 1985 —  / Zátah
- 1986 — Сироты бывают разными / Není sirotek jako sirotek

### Сценарист
- 1980 —  / Poprask na silnici E 4
- 1982 — Мечты о Замбези / Sny o Zambezi
- 1985 —  / Zátah

## Награды
- 1975 — Серебряный приз IX Московского международного кинофестиваля («У моего брата отличный братишка»)
- 1975 — номинация на Золотой приз IX Московского международного кинофестиваля («У моего брата отличный братишка»)
- 1977 — номинация на Золотой приз X Московского международного кинофестиваля («Торопись, пока он не убежал»)